# آیولوسور
آیولوسور (نام علمی: Aeolosaurus) (به معنی سوسمار آیولوس)، یک دایناسور سوسمارپای گیاه‌خوار مربوط به دوره کرتاسه پسین می‌باشد. این جانور ۱۵۶ تا ۱۴۵ میلیون سال پیش می‌زیسته که بیش از ۱۵ متر طول و ۱۰۵۰۰ کیلوگرم وزن داشت‌است. سنگوارهٔ آیولوسور در پاتاگونیا در آرژانتین کشف شده‌است و در سال ۱۹۸۷ به وسیله جیم پاول نام‌گذاری شد. گونه خاص این جنس آیولوسور ریونجریوس نام دارد.